# Digital Realty
Digital Realty est une entreprise américaine, basée à Austin, spécialisée dans la gestion des centres de données.

## Histoire
En juin 2015, Digital Realty est en discussion pour acquérir l'entreprise américaine spécialisée également dans les centres de données, Telx Group, pour environ 2 milliards de dollars.
En juin 2017, Digital Realty annonce l'acquisition DuPont Fabros Technology, qui possède 12 centres de données, pour 7,6 milliards de dollars.

## Principaux actionnaires
Au 8 avril 2020.
| The Vanguard Group                 | 16,1% |
| Capital Research & Management -WI- | 12,2% |
| SSgA Funds Management              | 6,55% |
| APG Asset Management               | 4,43% |
| Fidelity Management & Research     | 3,53% |
| BlackRock Fund Advisors            | 3,29% |
| Cohen & Steers Capital Management, | 3,13% |
| Capital Research & Management -GO- | 2,50% |
| Geode Capital Management           | 1,95% |
| Parnassus Investments              | 1,78% |